# Gliciphila melanops
El mielero coronado (Gliciphila melanops) es una especie de ave paseriforme de la familia Meliphagidae endémica de Australia. Es la única especie dentro del género Gliciphila.

## Taxonomía
Fue descrita científicamente por el ornitólogo británico John Latham en 1801 como Certhia melanops. Su epíteto específico deriva del griego antiguo melano- para «negro» y ōps «cara».
Previamente fue colocado en el género Phylidonyris pero un estudio molecular reciente demostró que está lejanamente relacionado con los miembros de ese género. Fue colocado en el género Gliciphila por Gregory Mathews en 1912, y este nombre fue usado en su nombre binomial actual.

### Subespecies
Se reconocen dos subespecies:
- G. m. melanops (Latham, 1801) – en el sur de Australia, en las islas del estrecho de Bass y en el este de Tasmania;
- G. m. chelidonia Schodde & Mason, IJ, 1999 – en el oeste de Tasmania.

## Distribución
Se distribuye desde North Coast en el extremo noreste de Nueva Gales del Sur hasta la península de Eyre en Australia Meridional, así como en Victoria, Tasmania, las islas del estrecho de Bass y en el extremo suroeste de Australia Occidental (desde el sur de la bahía Shark hasta el norte de Israelite Bay).